# Alfred Bertholet
Alfred Robert Felix Bertholet (* 9. November 1868 in Basel; † 24. August 1951 in Münsterlingen, heimatberechtigt in Basel und Aigle) war ein Schweizer reformierter Theologe und Religionswissenschaftler.

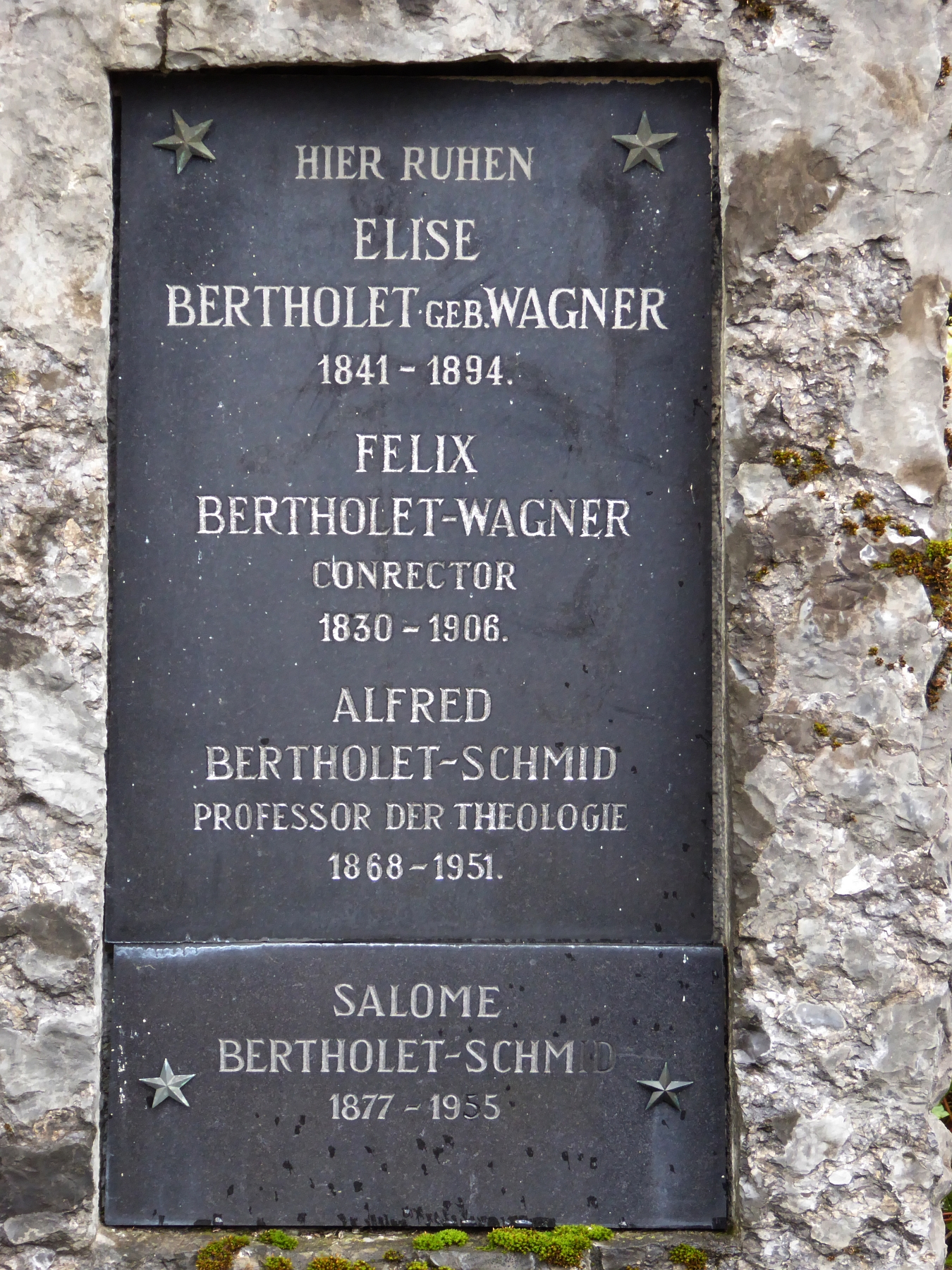
Grab auf dem Wolfgottesacker in Basel

## Leben und Werk
Bertholet studierte Evangelische Theologie an den Universitäten von Basel, Strassburg und Berlin und lizentierte im Jahre 1895. In seiner Studienzeit wurde er Mitglied im Schweizerischen Zofingerverein. Er habilitierte sich 1896 und wurde 1899 ausserordentlicher Professor und 1905 ordentlicher Professor in Basel. 1913 wurde er Professor in Tübingen, 1914 in Göttingen und 1928 in Berlin, wo er 1936 entpflichtet wurde. Nach dem Zweiten Weltkrieg kehrte Bertholet in die Schweiz zurück und arbeitete ab 1948 als ständiger Gastdozent an der Theologischen Fakultät in Basel.
Bertholets Lehrer Bernhard Duhm prägte sein Schaffen stark. Alfred Bertholet publizierte in seinen Fachgebieten «Altes Testament» und «Religionsgeschichte» streng wissenschaftliche sowie auch popularisierende Werke. Mit der 1919 veröffentlichten «Kulturgeschichte Israels» hat er die alttestamentliche Forschung aus einem anderen Blickwinkel aufgearbeitet und diese wurde von der einseitigen Prägung durch die Archäologie befreit. Weiter wirkte Bertholet an mehreren Sammelwerken mit, die zu seiner Zeit viel Aufsehen erregten.
Er war Herausgeber des Religionsgeschichtlichen Lesebuchs,  Mitherausgeber der zweiten Auflage der Lexikonreihe Religion in Geschichte und Gegenwart und Herausgeber der vierten Auflage von Pierre Daniel Chantepie de la Saussayes Lehrbuch der Religionsgeschichte (1925). Als in den 1930er-Jahren der Plan entstand, in Kröners Taschenausgabe ein Wörterbuch der Religionen zu veröffentlichen, übernahm Bertholet diese Aufgabe. Das Manuskript lag im Herbst 1941 vor, ging aber 1944 durch Kriegseinwirkungen verloren. Bertholet rekonstruierte es nach seinen Notizen, erlebte aber nicht mehr die Veröffentlichung des Werks im Jahr 1952.
1919 wurde er zum ordentlichen Mitglied der Göttinger Akademie der Wissenschaften gewählt. 1938 wurde Bertholet Mitglied der Preußischen Akademie der Wissenschaften.

## Werke (Auswahl)
- Die Stellung der Israeliten und der Juden zu den Fremden. Mohr, Freiburg/Leipzig 1896. (Digitalisat)
- Der Verfassungsentwurf des Hesekiel in seiner religionsgeschichtlichen Bedeutung. Mohr, Freiburg/Leipzig 1896. (Digitalisat)
- Die israelitischen Vorstellungen vom Zustand nach dem Tode. Mohr, Freiburg i. B. 1899. (Digitalisat)
- Buddhismus und Christentum. Mohr, Tübingen/Leipzig 1902.
- Der Buddhismus und seine Bedeutung für unser Geistesleben. Mohr, Tübingen/Leipzig 1904.
- Das religionsgeschichtliche Problem des Spätjudentums. Mohr, Tübingen 1909. (Digitalisat)
- Seelen-Wanderung. Mohr, Tübingen 1906.
- Ästhetische und christliche Lebensauffassung. Mohr, Tübingen 1910.
- Das Ende des jüdischen Staatswesens. Mohr, Tübingen 1910.
- Die Eigenart der alttestamentlichen Religion. Mohr, Tübingen 1913.
- Kulturgeschichte Israels. Vandenhoeck & Ruprecht, Göttingen 1919.
- Die gegenwärtige Gestalt des Islams. Mohr, Tübingen 1926.
- Das Dynamistische im Alten Testament. Mohr, Tübingen 1926.
- Buddhismus im Abendland der Gegenwart. Mohr, Tübingen 1928.
- Die Religion des Alten Testaments. 2. Aufl. Mohr, Tübingen 1932.
- Götterspaltung und Göttervereinigung. Mohr, Tübingen 1933.
- Das Geschlecht der Gottheit. Mohr, Tübingen 1934.
- Die Macht der Schrift in Glauben und Aberglauben. Akademie-Verlag, Berlin 1949.